# Église Notre-Dame-de-l'Assomption de Parigné-l'Évêque
Pour les articles homonymes, voir Église Notre-Dame-de-l'Assomption.
L'église Notre-Dame-de-l'Assomption est une église catholique située à Parigné-l'Évêque, en France.

## Description
L'église Notre-Dame-de-l'Assomption s'élève dans le centre de Parigné-l'Évêque, une commune du centre de la Sarthe au sud-est du Mans. 

## Historique
L'église date du XVe siècle mais a fait l'objet de travaux au XVIIe et au XIXe siècles.

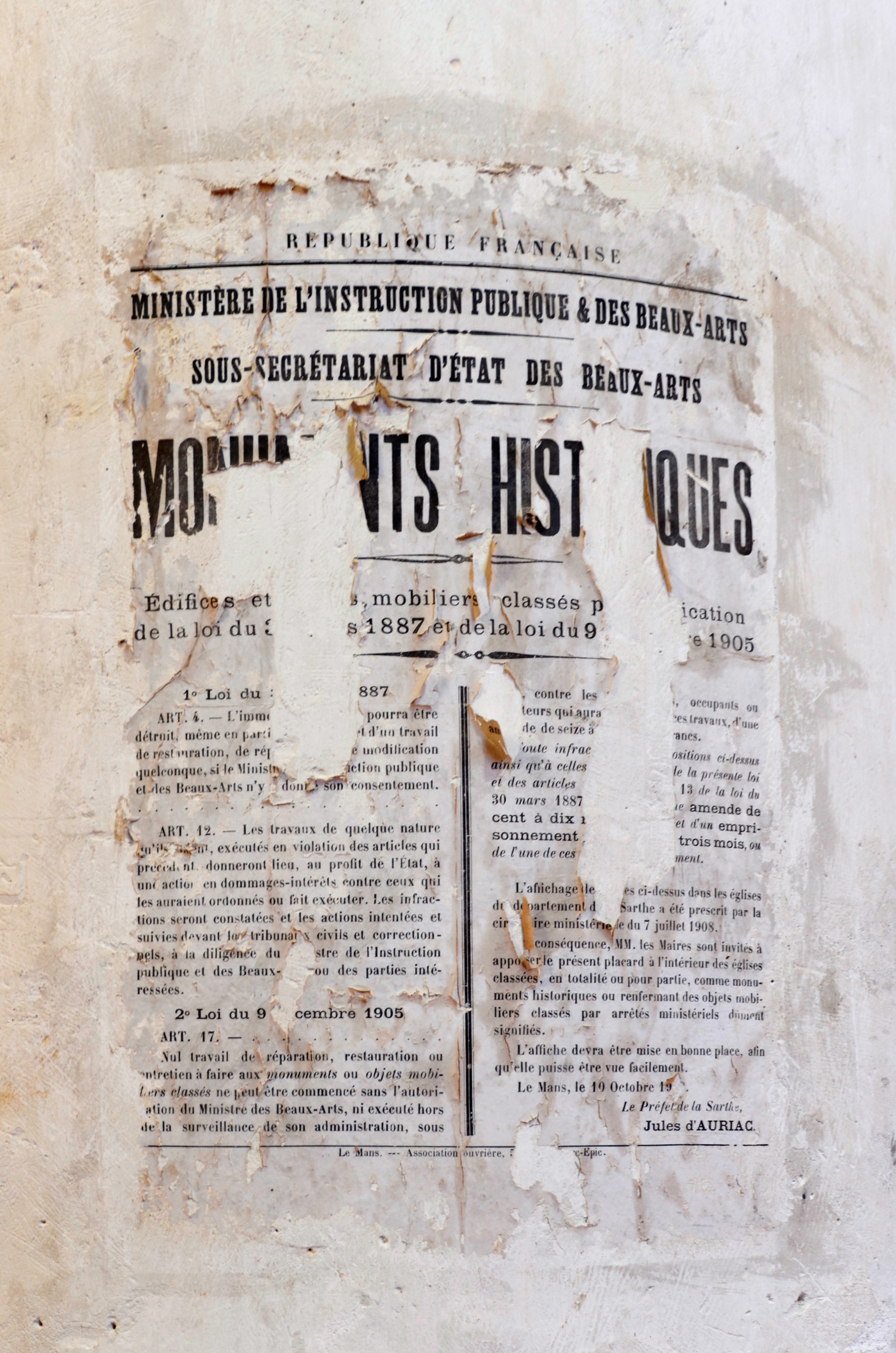
Affiche des Monuments historiques sur un pilier de l'église.

Elle est inscrite au titre des monuments historiques par arrêté du 16 juillet 1984.